# Alconada
Alconada is een gemeente in de Spaanse provincie Salamanca in de regio Castilië en León met een oppervlakte van 21,26 km². Alconada telt 163 inwoners (1 januari 2016).

## Demografische ontwikkeling
Bron: INE, 1857-2011: volkstellingen

## Geboren in Alconada
- Marcos Ana (1920-2016), politiek gevangene en dichter